# Огаста (Кентаки)
Огаста (енгл. Augusta) град је у америчкој савезној држави Кентаки.

## Демографија
По попису из 2010. године број становника је 1.190, што је 14 (-1,2%) становника мање него 2000. године.
| Група             | 2000.         | 2010.         |
| Белци             | 1.168 (97,0%) | 1.145 (96,2%) |
| Афроамериканци    | 15 (1,2%)     | 10 (0,8%)     |
| Азијати           | 0 (0,0%)      | 1 (0,1%)      |
| Хиспаноамериканци | 7 (0,6%)      | 10 (0,8%)     |
| Укупно            | 1.204         | 1.190         |